# Fuck (2006)
Fuck ist ein US-amerikanischer Pornofilm des Regisseurs Brad Armstrong aus dem Jahr 2006. Er wurde 2007 mit fünf AVN Awards ausgezeichnet.

## Handlung
Der Film besteht aus sechs Szenen, die in unterschiedlichen Epochen der Menschheitsgeschichte spielen und Fantasy-Elemente beinhalten.
Die erste Szene zeigt eine barbarische Gesellschaft, die an das Setting von Conan erinnert. Darsteller sind Lori Lust, Exotica und Tommy Gunn.
In der zweiten Szene spielt Ice LaFox gemeinsam mit Carmen Hart und Jenaveve Jolie die sechsarmige Göttin Kali. Die männlichen Darsteller sind Eric Masterson, Mario Rossi, Marcus London und Tommy Gunn.
Es folgt eine Szene, die an das Viktorianische Zeitalter angelehnt ist, und Jessica Drake, Felecia, Katsumi und Clara G. als lebende Porzellanpuppen zeigt.
Die vierte Szene beginnt als Dinnerparty in einer an Versailles erinnernden Umgebung. Anstelle von Essen werden Randy Spears, Chris Cannon, Eric Masterson und Tommy Gunn jedoch Frauen (Katsumi, Mia Smiles, Kirsten Price und Carmen Hart) gebracht, und es entwickelt sich eine Orgie.
Die fünfte Szene spielt in der Gegenwart und zeigt Trina Michaels mit zwei Hunden, die sich in Männer (Mr. Marcus und Sean Michaels) verwandeln.
In der sechsten und letzten Szene, die in der Zukunft spielt, verkörpert Jessica Drake einen Androiden, der einem von Eric Masterson gespielten Wissenschaftler als Sexroboter dient.

## Stil
Laut Roger T. Pipe erinnert Fuck stark an andere Filme von Armstrong. Er merkt auch an, dass der Film großen Wert auf die Ästhetik legt. Die Darsteller tragen jeweils aufwändige Kostüme, die an die jeweilige Zeit angelehnt sind. Jede Szene hat eine Einleitung, die von Jessica Drake gesprochen wird.

## Rezeption
Jared Rutter von AVN gab Fuck die Wertung AAAA 1/2, die zweithöchste Note auf der Skala von AVN. Rutter lobte besonders Schnitt und Kameraführung. Der Film gewann fünf AVN-Awards und war für fünf weitere nominiert.
Die Roboter-Thematik aus der sechsten Szene griff Armstrong später in seinem Film 2040, an dem ebenfalls Jessica Drake und – als Nebendarsteller – Eric Masterson mitwirkten, wieder auf.

## Auszeichnungen
- 2007: AVN Award – Best All-Girl Sex Scene – Film in FUCK (Jessica Drake, Katsuni, Felecia, Clara G.)[5]
- 2007: AVN Award – Best Art Direction – Film (Rod Hopkins)[5]
- 2007: AVN Award – Best Cinematography[5]
- 2007: AVN Award – Best Group Sex Scene – Film (Carmen Hart, Eric Masterson, Katsuni, Kirsten Price, Mia Smiles, Randy Spears, Tommy Gunn)[5]
- 2007: AVN Award – Best Oral Sex Scene – Film (Eric Masterson, Ice LaFox, Marcus London, Mario Rossi, Tommy Gunn)[5]